# Juridicisation de la politique
 (novembre 2024).
La juridicisation de la politique est la transformation de rapports de force politiques en débats sur le droit. Ce processus se manifeste principalement par une judiciarisation, c'est-à-dire l'intervention accrue des tribunaux dans la régulation des affaires publiques, où les normes juridiques et les décisions judiciaires influencent les décisions politiques.

## Contexte et définitions
La juridicisation de la politique implique la transformation de problèmes politiques en questions juridiques, où les acteurs politiques se tournent vers les tribunaux pour résoudre des conflits qui, auparavant, étaient traités par des moyens politiques traditionnels. Martine Kaluszynski décrit ce processus comme une multiplication des recours à l'arbitrage judiciaire et une sollicitation croissante des tribunaux pour traiter des problèmes sociaux et politiques cruciaux. L'usage du droit comme moyen de lutte est parfois critiqué comme une forme de « guerre juridique ».

## Facteurs
Plusieurs facteurs peuvent contribuer à cette juridicisation. Selon Jacques Commaille, Laurence Dumoulin et Cécile Robert, les changements dans la gouvernance et la citoyenneté, ainsi que la montée en puissance de nouveaux groupes sociaux et de nouveaux enjeux, ont accru le rôle du droit dans la régulation politique. Ce phénomène est perçu comme une réponse à la perte de confiance dans les modèles traditionnels de l'action publique et comme une manière de rendre intelligible l'action collective par une sémantisation juridique, c'est-à-dire l'emploi de catégories issues des sciences juridiques.

## Conséquences
La juridicisation a plusieurs conséquences. D'une part, elle peut renforcer la protection des droits individuels en garantissant que les décisions politiques respectent les normes juridiques. D'autre part, elle peut entraîner une judiciarisation excessive, où les tribunaux sont surchargés de décisions qui devraient être traitées par des instances politiques. Cette situation peut également mener à une politisation de la justice (parfois dénoncée comme un « gouvernement des juges »), où les juges jouent un rôle de plus en plus important dans la prise de décisions politiques, par exemple avec l'importance des inclinations idéologiques des justices de la Cour suprême des États-Unis (en).
La passage des mouvements sociaux, y compris autochtones, à des formes juridiques est souvent critiquée au motif que cela mènerait à leur dépolitisation,.